# Médaille d'or du Congrès

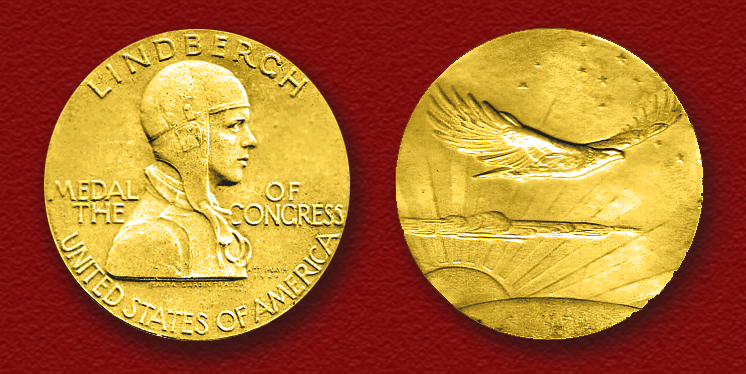
Médaille d'or du Congrès décidée le 4 mai 1928, et décernée le 15 août 1930 à l'aviateur Charles Lindbergh.

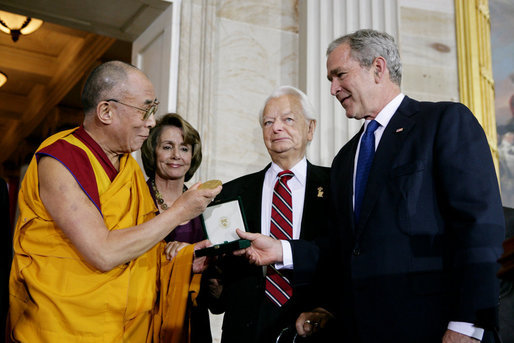
Le 14e dalaï-lama reçoit la médaille d'or du Congrès des mains du président américain George W. Bush le 17 octobre 2007.

La médaille d'or du Congrès est la plus haute distinction civile qui puisse être accordée par le Congrès des États-Unis,.
La décoration est accordée à tout individu qui réalise une action ou service pour la sécurité, la prospérité, ou l'intérêt national des États-Unis. Le lauréat n'a pas besoin d'être un citoyen américain. Tous les passagers du vol 93 par exemple, ont été décorés de la médaille d'or le 23 décembre 2001.
La médaille d'or du Congrès est considérée comme l'équivalent de la médaille présidentielle de la Liberté et ne doit pas être confondue avec la Medal of Honor, qui est une distinction militaire.

## Dans la culture populaire
Dans le premier épisode de la série 24: Legacy, l'ancienne directrice de la cellule anti-terroriste Rebecca Ingram reçoit la médaille d'or du congrès pour avoir éliminé un important chef terroriste.